# Dahchour
Dahchour est un site de l'Égypte antique, à une quinzaine de kilomètres de Saqqarah, où se trouvent des nécropoles royales des IVe, XIIe et XIIIe dynasties. Zone militaire pendant des années, il n'a été ouvert au public qu'en 1996.

## Les deux premières vraies pyramides
À la suite du premier projet de la pyramide de Meïdoum, la construction des pyramides de Dahchour sous le règne de Snéfrou a été une expérience d'apprentissage extrêmement importante pour les Égyptiens. Elle leur a permis d'acquérir les connaissances et le savoir-faire nécessaires pour passer d'une pyramide à degrés, telle que celle de Djéser, à une pyramide à faces lisses. En fin de compte, l'étendue de leur expérience leur permettra de construire la Grande Pyramide de Gizeh, la dernière des sept merveilles de l'Antiquité encore debout à ce jour.

### La pyramide rhomboïdale
La première des pyramides de Dahchour fut la pyramide rhomboïdale, construite sous le règne du roi Snéfrou. La pyramide rhomboïdale fut la première tentative de construction d'une pyramide lisse, mais échoua en raison des mauvais calculs effectués sur le poids structurel qui était placé sur le sol mou (sable, gravier et argile) qui avait tendance à s’affaisser. D'autres calculs qui se sont révélés erronés étaient que les blocs utilisés étaient coupés de telle manière qu'une fois placés sur la pyramide, leur poids n'était pas réparti correctement, ce qui provoquait l'angle de la pyramide à l'arrêt donc son nom : La pyramide rhomboïdale. La hauteur du monument est de 105,07 m tandis que sa base a une largeur de 188,60 m, l'angle de la pente de la partie inférieure est de 54° tandis que celui de la partie supérieure est de 43°. Si le premier angle avait été conservé, la pyramide aurait fait une hauteur de 128,50 m.

### La pyramide rouge
Réalisant ses défauts et apprenant de ses erreurs, le roi Snéfrou ordonna la construction d'une deuxième pyramide à Dahchour, la pyramide rouge. Une fois achevée, la pyramide a été considérée comme un succès, car c'était une pyramide à faces lisses achevée s'élevant à une hauteur de 104,4 m et mesurant 218,50 × 221,50 m à sa base, avec un angle de 43°. Le nom de pyramide rouge vient du matériau qui a servi à construire la pyramide, le calcaire rouge. Cette pyramide est considérée comme le lieu de repos du roi Snéfrou.

### La suivante
Peu après la mort du roi Snéfrou, son fils et successeur le roi Khéops décida de construire sa propre pyramide. En utilisant les connaissances acquises grâce à la construction des pyramides de Snéfrou, les architectes de Khéops, dont le fameux Hémiounou, ont pu réaliser à Gizeh le plus grand tombeau égyptien que l'on nomme aujourd'hui la Grande Pyramide. Elle mesure 147 m de hauteur et 230 m de largeur à sa base, avec un angle de 52°,.

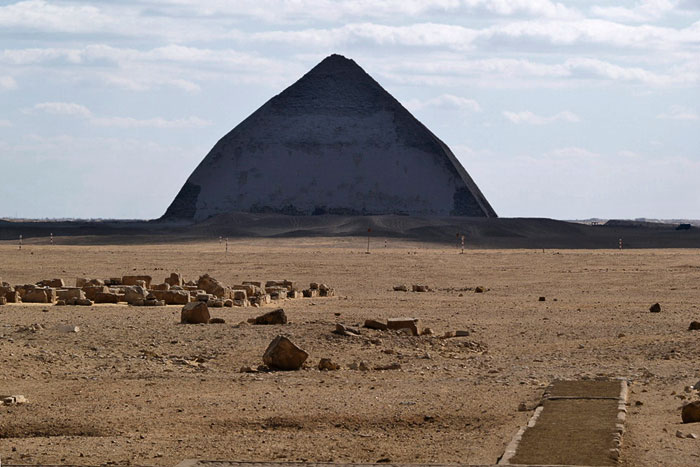
La pyramide rhomboïdale.
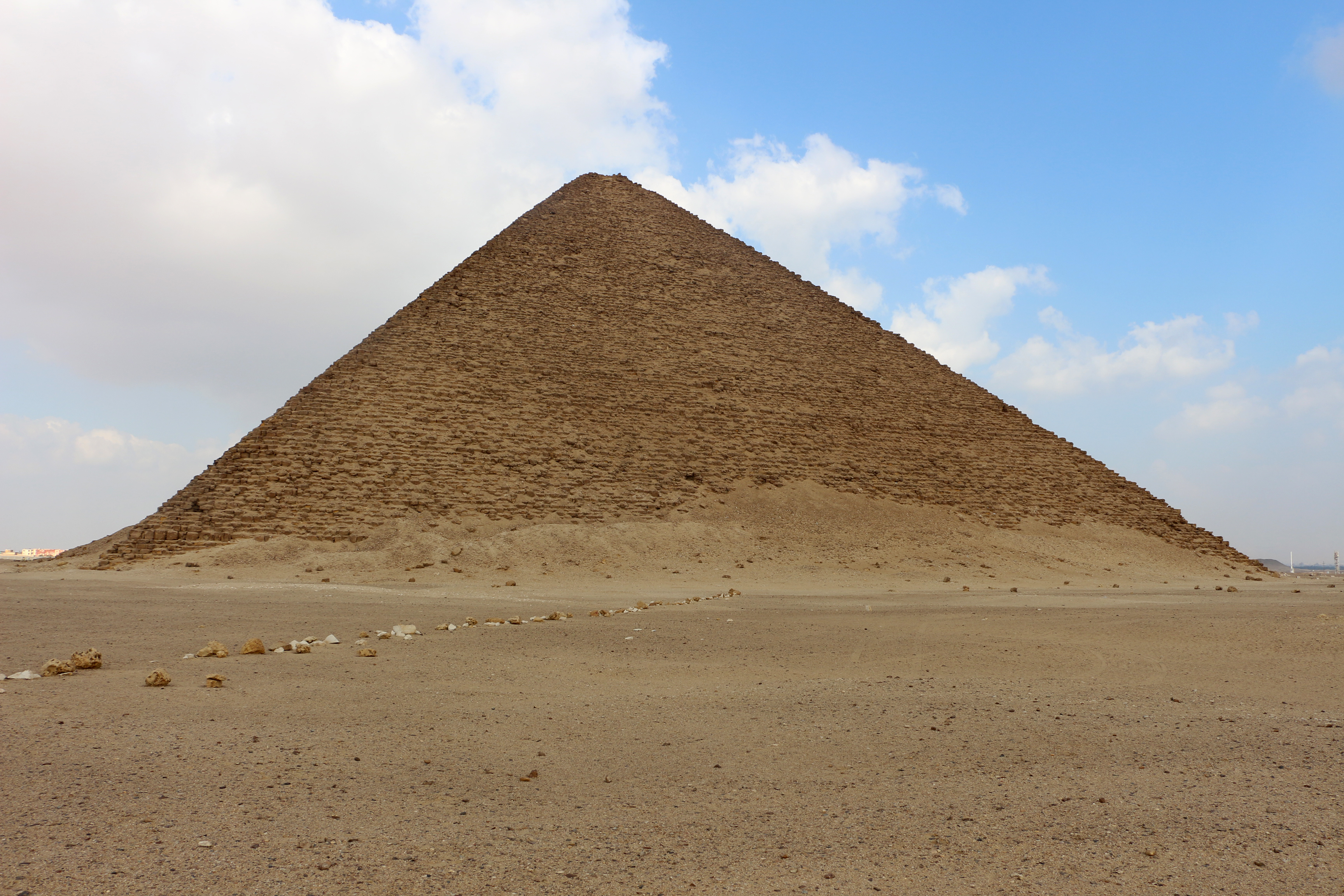
La pyramide rouge.

## Les autres pyramides
Une pyramide, nommée la Pyramide n° 50 de Lepsius, est un monument anonyme, sans doute inachevée. Elle est localisée à l'est de la pyramide rouge de Snéfrou. En 1986, elle a fait l'objet d'une étude menée par la mission allemande de l'égyptologue Rainer Stadelmann. Ce dernier la date de la IVe dynastie voire de la Ve dynastie. Il ne reste du monument que quelques gros blocs de calcaire de l'infrastructure et les vestiges d'une rampe de briques crues.
Plusieurs autres pyramides datant des XIIe et XIIIe dynasties ont également été construites :
- la pyramide, dite la « pyramide blanche », d'Amenemhat II de la XIIe dynastie ;
- la pyramide de Sésostris III de la XIIe dynastie ;
- la pyramide, dite la « pyramide noire », d'Amenemhat III de la XIIe dynastie ;
- la pyramide d'Amény-Qémaou de la XIIIe dynastie ;
- la pyramide d'Hatchepsout de la XIIIe dynastie ;
- une pyramide anonyme de la fin de la XIIe dynastie ou de la XIIIe dynastie ;
- la pyramide A de Dahchour sud datant probablement de la XIIIe dynastie ;
- la pyramide B de Dahchour sud datant probablement de la XIIIe dynastie.

### Pyramide d'AmenemhatII
La pyramide d'Amenemhat II, également appelée « pyramide blanche » en raison de son parement de calcaire, est de type à face lisse. Le monument a été fouillé en 1894 et 1895 par Jacques de Morgan. Le complexe est fortement ruiné et il ne reste rien ou presque de la pyramide. Seuls subsistent une partie du couloir d'accès dont l'entrée était située au nord et les appartements souterrains. L'enceinte et le temple funéraire ont laissé quelques traces mais le temple de la vallée n'a jamais été retrouvé. Cet ensemble a acquis une certaine célébrité grâce au « trésor de Dahchour » découvert par Jacques de Morgan dans les tombes des princesses Ita, Itaoueret et Sithathormeret, tombes datant de la fin de la XIIe dynastie et situées dans l'enceinte à l'ouest de la pyramide.

### Pyramide deSésostrisIII
La pyramide de Sésostris III de type à faces lisses fut érigée durant la XIIe dynastie. Elle se situe au nord-est de la pyramide rouge. Découverte par John Shae Perring, elle est fouillée successivement par Lepsius, Maspero, de Morgan et plus récemment Arnold. Les découvertes de Jacques de Morgan sont restées célèbres sous le nom de « trésor de Dahchour » et représentent entre autres de magnifiques bijoux découverts dans les galeries des reines. À cause d'une explosion provoquée, la pyramide présente désormais l'aspect d'une colline avec un énorme cratère en son centre. La différence entre sa pyramide et celle qui l'entoure est que le roi Sésostris III y fit construire des tombes et des galeries pour deux princesses, Sit-Hathor et Merit.

### Pyramide d'AmenemhatIII
La pyramide d'Amenemhat III, aussi appelée « pyramide noire », fait partie du premier complexe pyramidal que le pharaon Amenemhat III se fit édifier, avant de choisir un autre site à Hawara pour sa deuxième pyramide qui lui servit de sépulture. Dotée d'une infrastructure remarquablement complexe, la pyramide a livré un des plus beaux pyramidions qui nous soient parvenus. Le monument fut exploré et identifié pour la première fois au XIXe siècle par Jacques de Morgan. Une étude approfondie fut ensuite effectuée par Dieter Arnold entre 1976 et 1983.

### Pyramide d'Amény-Qémaou
La pyramide d'Amény-Qémaou est de type « à faces lisses » et se situe à Dahchour. Elle fut découverte par Charles Arthur Musès en 1957 et fouillée par Ahmad Fakhri. Il ne reste quasiment rien de la superstructure. Par ailleurs, les infrastructures, toujours en place, sont typiques des pyramides de la fin de la XIIe dynastie et de la XIIIe dynastie. Le caveau fut taillé dans un bloc monolithique de quartzite de manière à recevoir le corps du pharaon qui fut très probablement inhumé là, à en juger par la présence de fragment humains. Les pilleurs ont laissé la caisse des vases canopes portant la titulature du pharaon.

### Pyramide anonyme de 2017
En 2017, des fouilles archéologiques révèlent les vestiges de la structure interne d'une antique pyramide de 3 700 ans, la pyramide d'Hatchepsout, sans doute de la XIIIe dynastie. La découverte a été confirmée par le ministère égyptien des Antiquités. Les chercheurs égyptiens ont trouvé un corridor qui mène à l'intérieur de la pyramide, qui est encore en « bon état »,. Les fouilles vont se poursuivre pour découvrir le reste du site archéologique.

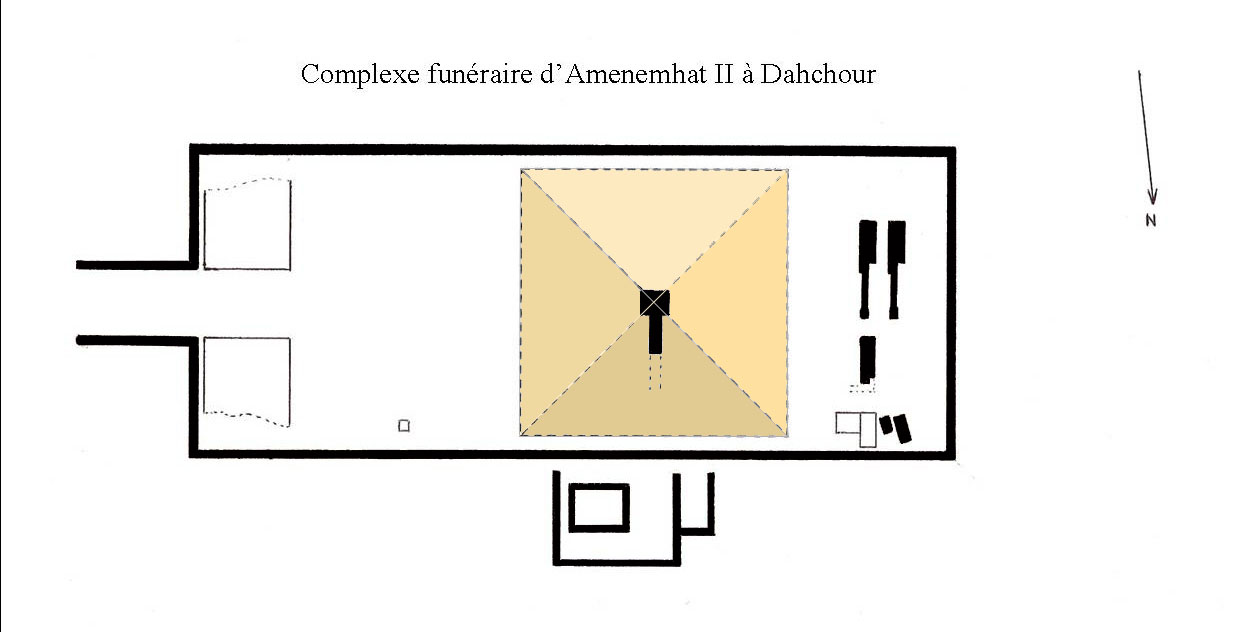
Plan du complexe funéraire d'Amenemhat II (dessin : Franck Monnier).
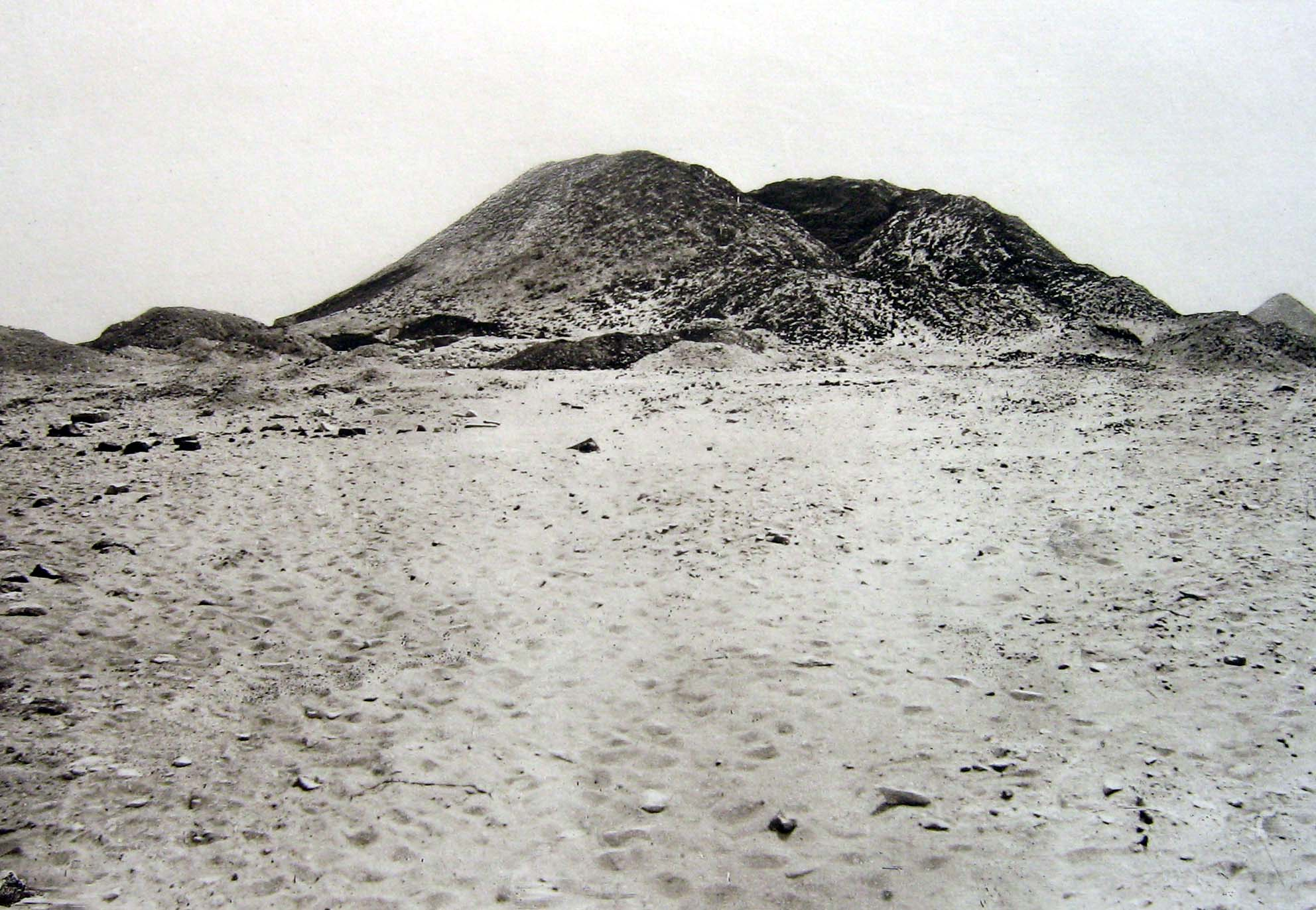
Pyramide de Sésostris III.
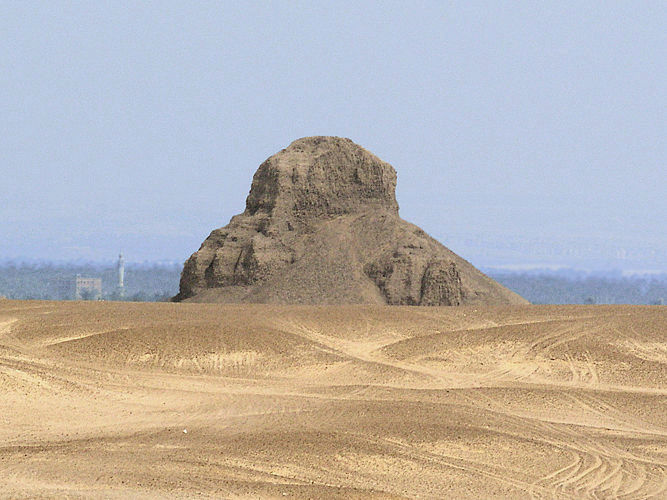
Pyramide d'Amenemhat III.
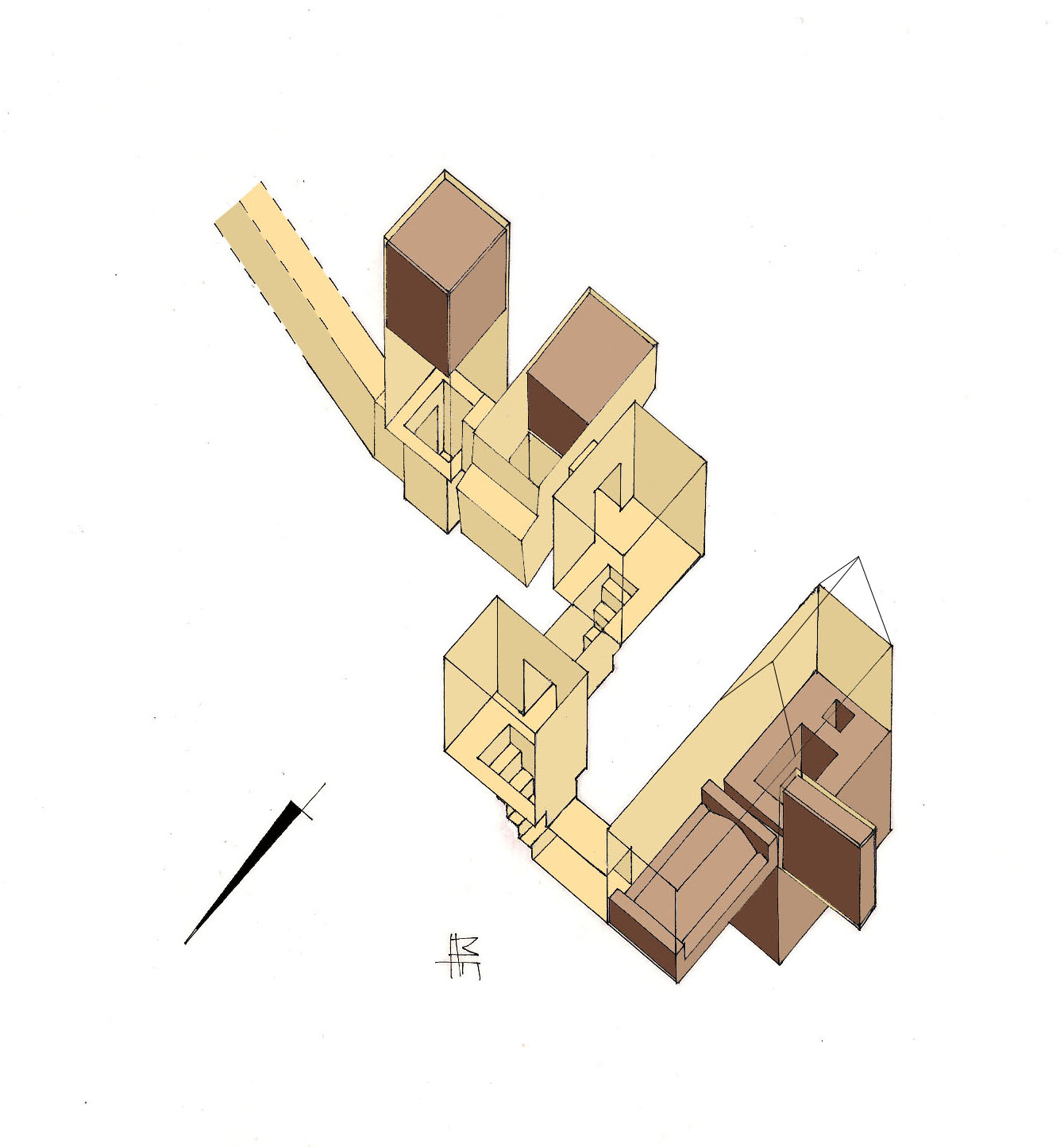
Vue axonométrique des appartements funéraires d'Amény-Qémaou (reconstitution).

## Les nécropoles
Entre les deux pyramides de Snéfrou se trouve une nécropole de l'Ancien Empire, formée de grands mastabas des courtisans du règne, qui reçurent le privilège de faire construire leur tombe à proximité de celle de leur souverain. Trois fils de Snéfrou ont également construit leur mastaba à Dahchour : Kanefer (mastaba no 28 dans la partie sud du secteur à l'est de la pyramide rouge), Iynefer (mastaba à l'est de la pyramide rhomboïdale) et Netjeraperef (mastaba II/1 à Dahchour centre).
Le site comprend également des mastabas de cette dynastie du Moyen Empire, dont ceux de trois des vizirs de Sésostris III, Sobekemhat, Khnoumhotep et Nebit.